# 1969 v letectví
Tento článek obsahuje seznam událostí souvisejících s letectvím, které proběhly roku 1969.

## Události

### Červen
- 5. června – po sedmiměsíční přestávce je obnoveno americké bombardování Severního Vietnamu

### Červenec
- 21. července – ve 2:56 UTC Neil Armstrong jako první člověk vystupuje na Měsíc

## První lety
- Berijev Be-32

### Únor
- 9. února – Boeing 747
- 12. února – Mil Mi V-12

### Březen
- Aero Boero AB-115
- 2. března – BAC-Aérospatiale Concorde
- 17. března – Aérospatiale SA 315B Lama

### Duben
- 16. dubna – Let L-410 Turbolet
- 24. dubna – Anderson Kingfisher

### Květen
- 7. května – Westland Sea King[zdroj⁠?!]

### Červen
- 5. června – Tu-144 překonal rychlost zvuku
- 27. června – Interceptor 400

### Srpen
- 20. srpna – AX-2 Delfín, prototyp FMA IA 58 Pucará
- 29. srpna – Piper PA-31T Cheyenne
- 30. srpna – Tupolev Tu-22M

### Září
- 15. září – Cessna FanJet500, prototyp, který vedl k vývoji Cessna Citation

### Říjen
- 14. října – Bell AH-1J SeaCobra (BuNo 157757)